# Destruction Derby
Destruction Derby é jogo eletrônico de combate veicular desenvolvido pela Reflections Interactive e publicado pela Psygnosis em 1995. Baseado no esporte de corrida de demolição, o jogo incumbe o jogador a correr e destruir carros para marcar pontos. Os desenvolvedores mantiveram as pistas pequenas para forçar os carros a ficarem próximos, para que mais batidas pudessem ocorrer. Versões de Destruction Derby foram lançados para PlayStation, MS-DOS, Sega Saturn e Nintendo 64. Os críticos consideraram o jogo divertido e exaltaram seus gráficos e o sistema de destruição dos carros, mas as versões para Nintendo 64 e Sega Saturn receberam criticas médias. O jogo iniciou a franquia Destruction Derby, prosseguindo com a sua sequência de 1996, Destruction Derby 2.

## Jogabilidade
Destruction Derby é jogo corrida e combate baseado no evento esportivo americano de corrida de demolição. O jogo contem três veículos. As colisões no jogo afetam os controles de cada carro, limitando a direção e a velocidade máxima. Colisões frontais causam grandes danos ao radiador do carro, causando um superaquecimento que para o carro.